# Olympische Sommerspiele 1904/Leichtathletik – 1500 m (Männer)
Der 1500-Meter-Lauf der Männer bei den Olympischen Spielen 1904 in St. Louis wurde am 3. September 1904 im Francis Field ausgetragen. Es gab keine Vorläufe, alle neun Teilnehmer bestritten den Lauf gemeinsam.
Das Rennen wurde wie viele andere Wettbewerbe dominiert von den US-Amerikanern, nur zwei Athleten kamen nicht aus den Vereinigten Staaten. Die ersten vier Plätze gingen an US-Läufer, Olympiasieger wurde James Lightbody, Frank Verner gewann die Silbermedaille. Bronze errang Lacey Hearn.

## Rekorde
Die damals bestehenden Weltrekorde waren noch inoffiziell.
| Welt- und olympischer Rekord | 4:06,2 min | Charles Bennett | Großbritannien | Olympisches Finale von Paris (FRA), 15. Juli 1900 |

Folgende Rekorde wurden bei den Olympischen Spielen 1904 im 1500-Meter-Lauf gebrochen oder eingestellt:
| WR | 4:05,4 min | James Lightbody | USA | 3. September |

## Ergebnis
| Platz | Athlet           | Land        | Zeit (min) |
| ----- | ---------------- | ----------- | ---------- |
| 1     | James Lightbody  | USA         | 4:05,4 WR  |
| 2     | Frank Verner     | USA         | 4:06,8000  |
| 3     | Lacey Hearn      | USA         | k. A.000   |
| 4     | David Munson     | USA         | k. A.000   |
| 5     | Johannes Runge   | Deutschland | k. A.000   |
| 6     | Peter Deer       | Kanada      | k. A.000   |
| 7     | Howard Valentine | USA         | k. A.000   |
| 8     | Harvey Cohn      | USA         | k. A.000   |
| 9     | Charles Bacon    | USA         | k. A.000   |

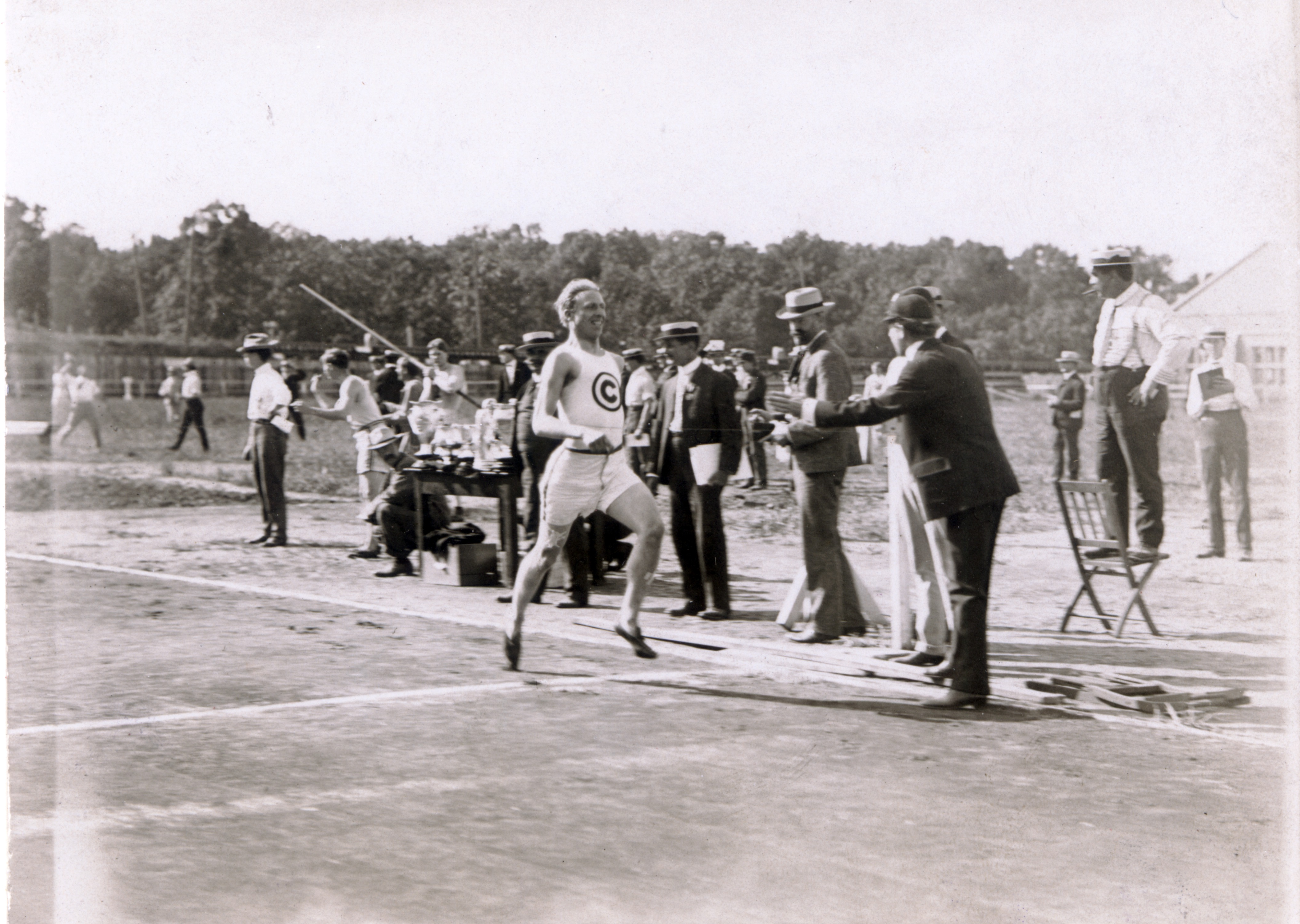
James Lightbody als Sieger des 1500-Meter-Laufs, in dem er zum dritten Mal Olympiasieger bei diesen Spielen wurde

Außer David Munson und Charles Bacon hatten alle Teilnehmer zwei Tage zuvor bereits den 800-Meter-Lauf bestritten. Im 1500-Meter-Finale übernahmen zunächst Harvey Cohn und Peter Deer die Führung. Frank Verner lag auf der ersten Runde meist auf Platz drei. Während der zweiten Runde fiel Deer zurück. Eingangs der Schlussrunde führte Cohn vor Verner, Lightbody und Munson. Auf der Gegengeraden setzte sich Lightbody mit Leichtigkeit ab und gewann mit sechs Yards Vorsprung. Er siegte vor Verner und Lacey Hearn, der im Schlussspurt noch auf Platz drei kam. Lightbody lief neuen Weltrekord, doch die neue Rekordzeit wurde gegenüber dem damaligen Rekord über eine Meile – mit 1609,34 m gut 100 m länger – als deutlich schwächer angesehen. Den Meilenweltrekord der Amateure hielt der Ire Thomas Conneff in 4:15,6 min.
Drei der Quellen, auf die hier zurückgegriffen wurde, listen übereinstimmend das oben genannte Resultat auf. Lediglich auf der IOC-Seite gibt es Abweichungen ab Rang sieben. Bacon und Valentine werden dort als Teilnehmer benannt, ihre Platzierungen bleiben jedoch offen, während Cohn wie in den anderen Quellen als Achter aufgeführt ist.
James Lightbody hatte seine sportliche Laufbahn 1899 als Sprinter begonnen und wechselte nach zwei Jahren auf die Mittelstrecken. Sein Berufsziel als Arzt konnte er nicht erreichen, er musste sein Studium wegen eines Augenleidens aufgeben.

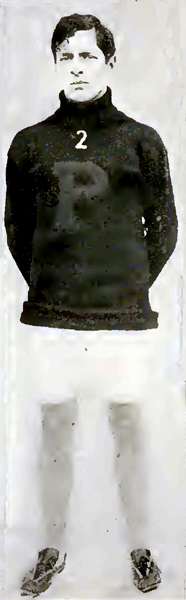
Silbermedaillengewinner Frank Verner
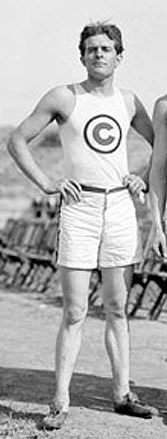
Lacey Hearn, auch Teilnehmer über 800 Meter, errang die Bronzemedaille
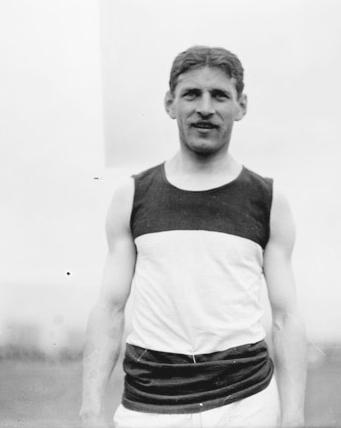
Johannes Runge – Fünfter über 800 und 1500 Meter, Teilnehmer über 400 Meter
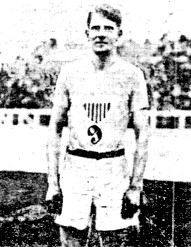
Der Olympianeunte Charles Bacon, vier Jahre später Olympiasieger über 400 Meter Hürden